# 안토니오 맥케이

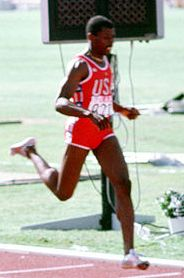

안토니오 맥케이(Antonio McKay, 본명: 안토니오 맥케이 시니어, Antonio McKay Sr., 1964년 2월 9일 ~ )은 400m를 전문으로 하는 전직 육상 선수이다.

## 성과
- 1984년 실내 세계 기록 보유자
- 1984년 NCAA 실내 챔피언
- 1984년 NCAA 아웃도어 챔피언
- 1984년 올림픽 트라이얼 챔피언
- 1984년 올림픽 – 금메달 및 동메달리스트
- 1985년 미국 실내 육상 챔피언
- 1986년 굿윌 게임스 – 금메달리스트
- 1987년 실내 미국 육상 챔피언
- 1987년 실내 세계 기록 보유자
- 1988년 미국 실내 육상 챔피언
- 1989년 세계 실내 선수권 대회 – 금메달리스트
- 1990 실내 미국 육상 챔피언
- 1991년 실내 세계 선수권 대회 – 은메달리스트
- 1993 실내 미국 육상 챔피언